# LG 퀀텀
옵티머스 퀀텀, 퀀텀. 옵티머스 7Q 또는 옵티머스 퍼시픽(Optimus Pacific)은 LG전자에서 윈도우 폰 7 운영 체제를 탑재한 스마트폰으로 2010년 11월 중 미국의 AT&T 통신사로 출시가 되었다.

## 같이 보기
- 윈도우 폰 7
- 옵티머스 7